# Helvecia
Helvecia es la ciudad cabecera del departamento Garay, provincia de Santa Fe, Argentina. Dista 94 km al norte de la capital de la provincia, sobre la Ruta Provincial 1. Limita con la margen oeste del río San Javier.

## Historia
Aproximadamente en el año 1864, Peter Wingeyer, quien había usurpado la identidad del Dr. Teófilo Romang, llegó a un acuerdo con el gobierno provincial y recibió tierras para establecer una colonia agrícola con familias extranjeras. La mensura de la colonia fue realizada por Don Pedro Branslow junto con Wingeyer (Romang), tarea que finaliza al 25 de enero de 1865, considerándose esta como la fecha de fundación, pues comenzaron a llegar los primeros colonos. La comuna fue establecida el 14 de septiembre de 1886. Tanto el fundador del pueblo como el agrimensor que realizó el trazado eran de la misma nacionalidad. No dudaron en homenajear a su país de origen llamando a la localidad Helvecia, en recuerdo de Suiza, cuyo territorio era denominado Helvecia en la antigüedad.[cita requerida]

## Santo Patrono
- Nuestra Señora de Luján y Nuestra Señora del Carmen: 8 de mayo y 16 de julio.

## Personajes célebres

### Recuperación de su historia
En diciembre de 1999 se sancionó la ley provincial 12.370, nombrando al edificio de la Escuela Taller de Educación Manual N.º 7 Senador de la Nación Dr. Armando Gerardo Antille, abarcando el antiguo aljibe horizontal de su Patio Oeste, situado en calle Senador Nacional Dr. Armando Gerardo Antille N.º 807, Circunscripción 05, Sección 01, Manzana 113, Parcela 5 de Helvecia, departamento Garay.
La recuperación de su historia está plasmada en la obra "Historia sagrada del pueblo qom en el país chaqueño" del argentino Flavio Dalostto, organizada en cinco tomos.

### Como Llegar a Helvecia
Desde Buenos Aires
Salir por la RN 9 hasta llegar a la RN 12, continuar por la misma con algunos desvíos por la Prov. 11, primero, por la Prov. 13 y la RN 18, luego, para volver a la RN 12, y empalmar con la RN 168. Finalmente, la Ruta Prov. N.º 1 lo llevará a la localidad de Helvecia.
Desde Santa Fe de la Vera Cruz
Hacia el norte por Ruta Provincial N.º 1, pasando las localidades de Santa Rosa y Cayastá, y alcanzando Helvecia tras un recorrido total de 90 km .
Desde Reconquista, Romang, Alejandra y San Javier
Transitando la Ruta Provincial N.º 1 hacia el sur hasta dar con San Javier y, desde allí, por la misma vía y en igual dirección, transitar 52 km más para dar con la ciudad destino.
Desde Córdoba
Tomar la RN 9 y continuar por la RN 11 hasta llegar a la RN 168. Seguir por la misma y unirse a la Ruta Prov. N.º 1 que lo llevará a la localidad de Helvecia.

## Parroquias de la Iglesia católica en Helvecia
| Arquidiócesis | Santa Fe de la Vera Cruz  |
| ------------- | ------------------------- |
| Parroquia     | Nuestra Señora del Carmen |